# 탑 매니지먼트
《탑 매니지먼트》는 대한민국의 웹 소설이다. 장우산이 지은 현태 판타지, 연예게 웹 소설이며 2015년 12월 7일에 문피아에서 출시되었다. 2018년에는 이 작품을 원작으로 한 동명의 웹 드라마가 나왔다.